# Agrarianismo
O agrarianismo é uma filosofia social e política que promove a agricultura de subsistência, a agricultura familiar, a propriedade generalizada e a descentralização política. Os adeptos do agrarianismo tendem a valorizar os laços tradicionais da comunidade local em detrimento da modernidade urbana. Os partidos políticos agrários visam por vezes apoiar os direitos e a sustentabilidade dos pequenos agricultores e camponeses pobres contra os ricos da sociedade.

## Filosofia
Alguns estudiosos sugerem que o agrarianismo valoriza a sociedade rural como superior à sociedade urbana e o agricultor independente como superior ao trabalhador remunerado, e vê a agricultura como um modo de vida que pode moldar os valores sociais ideais. Salienta a superioridade de uma vida rural mais simples em oposição à complexidade da vida urbana. Por exemplo, M. Thomas Inge define o agrarianismo pelos seguintes princípios básicos:
- A agricultura é a única ocupação que oferece total independência e autossuficiência.
- A vida urbana, o capitalismo e a tecnologia destroem a independência e a dignidade e promovem o vício e a fraqueza.
- A comunidade agrícola, com a sua irmandade de trabalho e cooperação, é a sociedade modelo.
- O agricultor tem uma posição sólida e estável na ordem mundial. Eles têm “um sentido de identidade, um sentido de tradição histórica e religiosa, um sentimento de pertença a uma família, lugar e região concretos, que são psicológica e culturalmente benéficos”. A harmonia da sua vida controla as invasões de uma sociedade moderna fragmentada e alienada.
- O cultivo do solo “tem dentro de si um bem espiritual positivo” e dele o cultivador adquire as virtudes de “honra, masculinidade, autoconfiança, coragem, integridade moral e hospitalidade”. Resultam de um contacto direto com a natureza e, através da natureza, de uma relação mais próxima com Deus. O agrário é abençoado porque segue o exemplo de Deus ao criar ordem no caos.

## Contextos

### Agrarianismo como valorização da sociedade rural
, o agricultor independente como superior ao trabalhador assalariado, e vê a agricultura como um modo de vida que pode moldar os valores sociais ideais.
O norte-americano Thomas Jefferson foi um representante agrarianista e construiu sua Democracia de Jefferson em torno da noção de que os agricultores são "os cidadãos mais valiosos" e verdadeiros  republicanos. O agrarianismo comercial de Jefferson assenta sobre a concepção de que o comércio apenas assumia a sua faceta corruptora caso não fosse contrabalançado pelo cultivo de terras.
As raízes filosóficas do agrarianismo incluem filósofos europeus e chineses. A escola de agrarianismo chinesa era uma filosofia que defendia o camponês utópico comunista e igualitarista. Isso influenciou intelectuais europeus como François Quesnay, um ávido  confucianista e defensor das políticas agrárias da China, que formam a filosofia agrária francesa de Fisiocracia.

### Agrarianismo na reforma rural ou agrária
Em segundo lugar, o termo "agrarianismo" significa ainda as propostas políticas de redistribuição de terras, especificamente a distribuição de terras dos ricos para os pobres e sem-terras. Esta terminologia é comum em muitos países e teve origem a partir da "Lex Sempronia Agraria" ou "Leis agrárias" de Roma, em 133 a.C., imposta por Tibério Graco que se apoderou das terras públicas (ager publicus) usadas pelos ricos e as distribuiu para os pobres.

## História

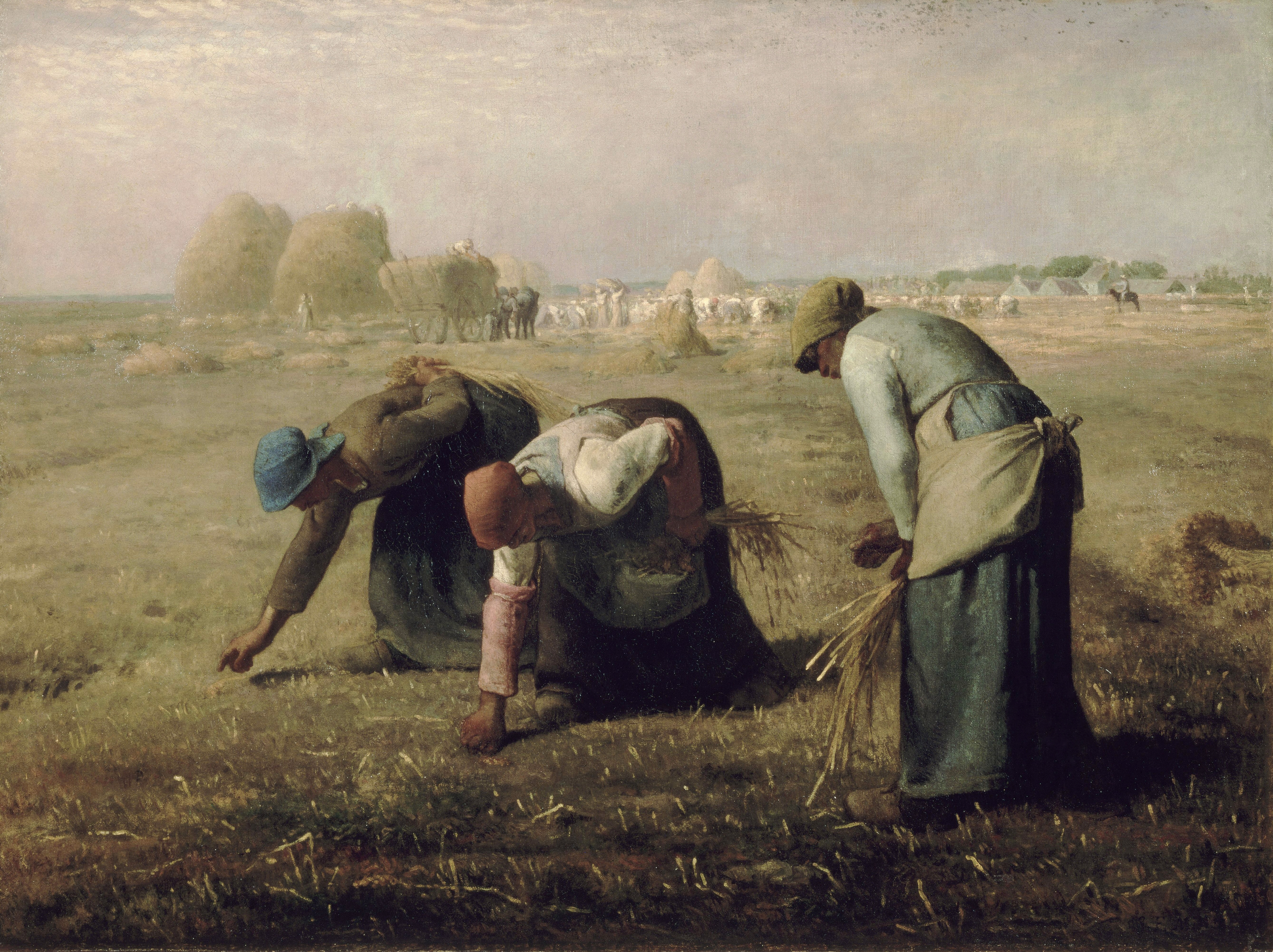
O agrarianismo pode ser uma filosofia social ou filosofia política As respigadoras (1857), de Jean-François Millet

### Grécia e Roma
Na Grécia, Hesíodo, Aristóteles e Xenofonte promoveram ideias agrárias. Ainda mais influentes, os pensadores romanos como Catão , Cícero, Horácio e Virgílio elogiaram as virtudes de uma vida dedicada ao cultivo do solo.

### Agriculturalismo na China
foi uma filosofia de Agrarianismo chinês que defendia uma utopia de comunismo e igualitarismo camponês. A filosofia baseia-se na noção de que a sociedade humana se origina com o desenvolvimento da agricultura e as sociedades são baseadas na "propensão natural das pessoas para o cultivo."

### Fisiocratas: França do século XVIII
A fisiocracia foi uma filosofia agrarianista francesa que se originou no século XVIII. O movimento foi particularmente dominado por François Quesnay (1694-1774) e Anne-Robert-Jacques Turgot (1727-1781).  Os fisiocratas foram parcialmente influenciadas pelo agrarianismo chinês; os principais fisiocratas, como François Quesnay foram  confucionistas que defendiam as políticas agrárias da China.

### Europeus e americanos nos séculos XVIII e XIX
O agrarianismo se desenvolveu nos Estados Unidos em meados do século XVIII, a partir da leitura dos filósofos europeus e também do que as pessoas constatavam da experiência americana. Baseava-se na ideia de uma democracia apoiada na virtude de pequenos agricultores independentes, chamados, por seu trabalho e moderação, a se tornarem os benfeitores da coletividade nacional. Grandes apóstolos dessa doutrina foram Jefferson, Andrew Jackson e John Taylor.
Os teóricos do Leste Europeu incluem Pyotr Stolypin (1862-1911) e Alexander Chayanov (1888–1939) na Rússia; Adolph Wagner (1835–1917), Karl Oldenberg na Alemanha, e Bolesław Limanowski (1835–1935) na Polônia.
Na Rússia os intelectuais dos "populistas" (Narodnaya Volia) e, mais tarde, o Partido Socialista Revolucionário desenvolveu uma base teórica para um movimento camponês, construindo uma ideologia humanista rica e bem desenvolvida que influenciou a Europa Oriental, especialmente nos Bálcãs. Esta nunca alcançou a visibilidade internacional entre os camponeses que o socialismo fez entre os trabalhadores urbanos.